# Titas Milašius
Titas Milašius (Vilna, 12 de diciembre de 2000) es un futbolista lituano que juega en la demarcación de centrocampista para el Pogoń Siedlce de la I Liga de Polonia.

## Selección nacional
Tras jugar en distintas categorías inferiores de la selección, el 25 de marzo de 2022 hizo su debut con la selección de fútbol de Lituania en un encuentro amistoso contra San Marino que finalizó con un resultado de 1-2 tras los goles de Augustinas Klimavičius y Linas Mėgelaitis para Lituania, y de Filippo Fabbri para el combinado sanmarinense.

## Clubes
| Club                       | País    | Año       | Partidos | Goles |
| -------------------------- | ------- | --------- | -------- | ----- |
| Wisła Płock                | Polonia | 2019-2019 | 1        | 0     |
| Świt NDM (cedido)          | Polonia | 2019-2021 | 1        | 0     |
| Skra Częstochowa (cedido)  | Polonia | 2019-2021 | 17       | 1     |
| Podbeskidzie Bielsko-Biała | Polonia | 2021-2024 | 55       | 1     |
| Pogoń Siedlce              | Polonia | 2024-     | 38       | 2     |